# Tuxer Alpen
Tuxer Alpen (niem. Tuxer Alpen lub Tuxer Voralpen) – pasmo w Alpach Wschodnich (dokładniej w Alpach Centralnych). Leży w zachodniej Austrii, w Tyrolu. Pasmo od północy oddzielone jest doliną Innu od pasm Karwendel i Rofan, od wschodu doliną Zillertal od Alp Kitzbühelskich, od zachodu doliną Wipptal (dolina rzeki Sill) od Stubaier Alpen, natomiast od południa graniczy dolinami Tuxer i Schmirn z Alpami Zillertalskimi. Przełęczą graniczną jest Tuxer Joch. Masyw zbudowany jest w większości ze skał metamorficznych płaszczowin wschodnioalpejskich, głównie fyllitów kwarcowych i łupków krystalicznych. Obecnie pasmo to nie jest zlodowacone. Nazwa pasma pochodzi od  doliny Tux (Tuxertal) i miejscowości o tej samej nazwie (Tux i Hintertux).
Choć pasmo to leży prawie w samym sercu Alp jego szczyty niezbyt imponują wysokością. Najwyższy szczyt – Lizumer Reckner nie przekracza wysokością 2900 m. Rejon ten nie jest zbyt gęsto zaludniony, pomijając Innsbruck, choć ośrodki narciarskie Tux i Mayrhofen w sezonie są bardzo zatłoczone. Północne i środkowe rejony pasma są wykorzystywane przez armię austriacką jako tereny manewrowe (okolica jest wtedy zamykana dla ludności cywilnej).

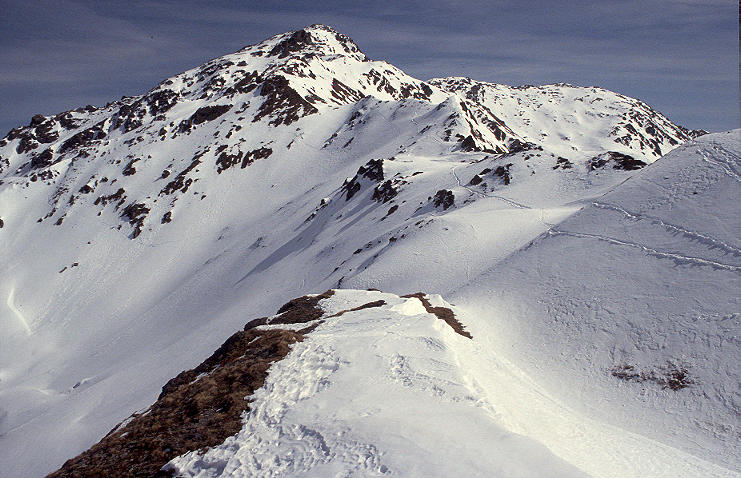
Rastkogel

Najwyższe szczyty:
- Lizumer Reckner (2886 m),
- Geier Spitze (2857 m),
- Rosenjoch (2796 m),
- Rastkogel (2762 m),
- Glungezer (2677 m),
- Gilfert (2506 m),
- Kellerjoch (2344 m),
- Patscherkofel (2246 m).